# Agrafa
Agrafa (grek. "oskrivna utsagor"), kallas de yttranden som traditionellt tillskrivits Jesus , men som inte finns med i de fyra kanoniska evangelierna.  Sådana utsagor finns hos flera apostoliska fäder och kyrkofäder. 
Begreppet kan även innefatta Jesusord som saknas i evangelierna men som omnämns eller citeras i någon av Nya testamentets andra böcker.
Papyrusfynd från senare tid har även visat sig innehålla samlingar av dylika "Herrens ord". Ofta utgör de paralleller till eller utvidgningar av från evangelierna kända Jesusord. Endast ett fåtal kunde dock vara äkta.